# 新合街道 (西安市)
新合街道，是中华人民共和国陕西省西安市灞桥区下辖的一个乡镇级行政单位。

## 行政区划
新合街道下辖以下地区：
党家村、东唐村、贵王村、和平村、侯家村、呼家村、李家村、罗百寨村、马寨村、陶家村、肖阎村、新合村、占家村、班家村、草店村、东阳村、兰家庄村、南郑村、三郎村、深渡村、水流村、西堡村、兴南村、余家村和滋合周村。